# Ndee Naldinho
José Carlos Souza Silva, (São Paulo, 26 de maio de 1969), mais conhecido pelo seu nome artistico de Ndee Naldinho, é um rapper e compositor brasileiro. É considerado um dos pioneiros do rap no Brasil e uma das figuras mais importantes da cena hip hop do país. Sua carreira começou no final da década de 1980, quando participou de álbuns importantes para a formação do gênero no país. Com sua voz grave marcante, Naldinho gravou 10 álbuns de estúdio ao longo de sua trajetória artística.

## Carreira
Nascido em São Paulo em 1969, Naldinho cresceu na Brasilândia, na zona norte da capital paulista. Teve seus primeiros contatos com o hip hop durante a década de 1980, quando nascia um incipiente cena na região central da cidade, inicialmente em encontros de breakdance na Rua 24 de maio e, posteriormente, na estação de metrô São Bento, que rapidamente se transformou em um reduto da cultura hip hop para os jovens interessados no movimento.
Em 1988, sob o nome artístico de Ndee Rap, esteve presente no álbum de coletânea O Som das Ruas. Produzida pela Chic Show e lançada pelo selo Epic, o LP teve como maior faixa de maior repercussão o rap "Melô da Lagartixa", de Naldinho. A canção é uma versão irônica da canção "DJ Innovator", do rapper estadunidense Chubb Rock. Outra música de Naldinho lançada naquele álbum foi "Rap de arromba".
Já sob o nome artístico de Ndee Naldinho, lançou seu primeiro álbum, Menos um Irmão, Chega Disso, cuja faixa "E essa mulher de quem é?" ajudou a projetar o rapper nacionalmente. Nos anos seguintes, ele continuou a produzir e a lançar músicas cujas letras versavam sobre o cotidiano das periferias da cidade de São Paulo e de sua região metropolitana, com um estilo mais voltado para o gangsta rap e as questões sociais e urbanas, temas recorrentes em sua obra. Entre os maiores sucessos desse período, destacam-se as faixas "Essa é a Lei (Retrato de um 157)" e "O Quinto Vigia".
Com o lançamento do álbum Remix, em 2007, ele deixou a gravadora Fantasy Music e passou a gravar de forma independente em seu próprio estúdio. No início da década de 2010, Naldinho lançou alguns singles, incluindo "4.0 turbinado", "É choque neles" e "A arte do gueto", que contou com a participação do grupo de samba Art Popular.

## Discografia

### Álbuns de estúdio
- 1991 - Menos um Iimão, chega disso
- 1992 - Só porque sou favelado
- 1993 - Humanidade selvagem
- 1995 - Bem-vindo ao hip hop
- 1997 - Você tem que acreditar
- 1999 - O apocalipse
- 2000 - Preto do gueto
- 2002 - O povo da periferia
- 2003 - Nunca é tarde pra viver!
- 2021 - Movido pela música

### Álbuns ao vivo
- 1998 - Ndee Naldinho ao vivo
- 2001 - Ndee Naldinho ao vivo

### Coletâneas
- 1992 - Remix
- 1996 - The Best
- 2003 - The Best of Ndee Naldinho
- 2007 - Remix

### Singles
- 1995 - "Bem-vindo ao hip hop'
- 2010 - "4.0 turbinado"
- 2010 - "É choque neles"
- 2010 - "A arte do gueto" (part. Art Popular)
- 2014 - "Você é tudo" (part. Sampa Crew e Mauricio Manieri)

### Participações
- 1988 - "Melô da lagartixa" e "Rap de arromba", na coletânea de vários artistas O som das ruas
- 2001 - "Essa é a Lei", na coletânea de vários artistas Espaço Rap 5
- 2010 - "Minha dama favela", no álbum Jogaram Pedras, Juntei e Fiz Castelo, de Ordem Própria
- 2012 - "Continue ouvindo rap", single de Crônica Mendes

- 2014 - "Não deixe a mínima", no álbum Contra Nóis Ninguém Será, de Edi Rock